# 청태
청태(淸泰, 934년 4월 ~ 936년 윤 11월)은 후당(後唐) 폐제(廢帝) 노왕(潞王) 이종가(李從珂)의 연호이다. 2년 8개월 가량 사용하였다. 청태(淸泰) 3년(936년) 윤 11월, 거란과 손잡은 석경당의 반란에 의하여 후당의 황족들이 자결하였다. 그리고 청태 연호도 중지되었다.
청태 연호를 차용한 십국(十國) 국가는 형남(荊南), 남초(南楚), 오월(吳越)이 있다.

## 개원
- 응순(應順) 원년 4월 16일[1](934년 5월 31일)에 연호를 청태(淸泰)로 개원함.[2][3][4][5]

- 청태(淸泰) 3년 윤 11월 26일[6](937년 1월 11일)에 후당이 멸망하니, 청태 연호도 중지됨.[7][3][8][5]

## 연대 대조표
| 청태       | 원년            | 2년                 | 3년                 |
| 서기(西紀) | 934년           | 935년               | 936년               |
| 간지(干支) | 갑오(甲午)      | 을미(乙未)          | 병신(丙申)          |
| 거란(契丹) | 천현(天顯) 9년  | 10년                | 11년                |
| 남한(南漢) | 대유(大有) 7년  | 8년                 | 9년                 |
| 양오(楊吳) | 대화(大和) 6년  | 7년 천조(天祚) 원년 | 2년                 |
| 민(閩)     | 용계(龍啓) 2년  | 영화(永和) 원년     | 2년 통문(通文) 원년 |
| 후촉(後蜀) | 명덕(明德) 원년 | 2년                 | 3년                 |

## 동시대 연호

### 한국
후백제(後百濟)
- 정개(正開) (900년 ~ 936년)

### 중국
거란(契丹)
- 천현(天顯) (926년 ~ 938년)

남한(南漢)
- 대유(大有) (928년 ~ 942년)

양오(楊吳)
- 대화(大和) (929년 ~ 935년)
- 천조(天祚) (935년 ~ 937년)

민(閩)
- 용계(龍啓) (933년 ~ 934년)
- 영화(永和) (935년 ~ 936년)
- 통문(通文) (936년 ~ 938년)

후촉(後蜀)
- 명덕(明德) (934년 ~ 937년)

대의녕(大義寧)
- 대명(大明) (931년 ~ 937년)

호탄 왕국(于闐)
- 동경(同慶) (912년 ~ 966년)

### 일본
- 조헤이(承平) (931년 ~ 938년)

## 같이 보기
- 중국의 연호 목록